# Rembun (Siwalan)
Rembun is een bestuurslaag in het regentschap Pekalongan van de provincie Midden-Java, Indonesië. Rembun telt 4812 inwoners (volkstelling 2010).